# Памятник Володе Дубинину (Керчь)
Памятник Володе Дубинину — скульптурная композиция, посвящённая пионеру-герою Володе Дубинину и размещённая в небольшом сквере в центре Керчи.

## О герое
Володю Дубинина (Владимир Никифорович Дубинин) Великая Отечественная война застала, когда ему было 14 лет. Вместе со взрослыми и друзьями-подростками он ушёл в Старокарантинские каменоломни, где был сформирован партизанский отряд. Добившись того, чтобы его приняли в партизаны, с друзьями неоднократно ходил в разведку. Ребята доставляли ценные сведения о расположении частей врага, о численности немецких войск и прочие важные сведения. Во время одной из разведок узнал, что немцы собираются затопить каменоломни. Рискуя жизнью, в дневное время прошёл вражеские посты и предупредил партизан об опасности, дав им время на подготовку к отпору.
После освобождения Керчи Володя вызвался помогать сапёрам при разминировании подходов к каменоломням. 4 января 1942 года от взрыва мины погибли 4 сапёра и помогавший им Володя Дубинин. Был посмертно награждён орденом Красного Знамени.

## Описание памятника
Памятник Володе Дубинину был установлен в Керчи в сквере Пионеров (ныне — Парк имени Володи Дубинина возле улицы, названной его же именем) и открыт 12 июля 1964 года. 5-метровая скульптурная композиция выполнена из цельной скалы диорита (автор проекта — Л. С. Смерчинский, архитектор — А. Н. Морозов, выполнен в камне — Н. Кагановым).
Юный партизан изображён выходящим с опаской из каменоломен. Подросток в распахнутом пальто и сдвинутой набекрень шапке-ушанке, прижимаясь к холодному камню, вслушивается в звуки занятого врагом родного города. Скульптурные формы отличаются резкими светотеневыми переходами, сложными планами, что придаёт образу черты драматизма, внутреннюю напряжённость и решительность, но автор не пытался показать излишнюю героичность образа — он создал в камне обычного советского мальчика, придавая обаяния партизанскому разведчику.
В каменном постаменте памятника высечена мемориальная надпись:
Герою-пионеру 
ВОЛОДЕ ДУБИНИНУ 
от пионеров и 
комсомольцев 
г. Керчи»